# 邦波尔托
邦波尔托（義大利語：Bomporto），是意大利摩德纳省的一个市镇。总面积39平方公里，人口9506人，人口密度243.7人/平方公里（2009年）。ISTAT代码为036002。